# Арпад Земплені
Арпад Зе́мплені (угор. Zempléni Árpád, справжнє прізвище — Імреї, 11 червня 1865, Тайя, Північна Угорщина — 13 жовтня 1919, Будапешт) — угорський письменник і перекладач.    
Автор збірок «Поезії» (1891), «Молот» (1910), «Горностай» (1913), «Залізна голова» (1918), збірки оповідань «Маленькі люди» (1899). Перекладав твори французьких, італійських і українських поетів. 
У 1916 - 1917 роках надруковано в перекладі Земплені кілька творів Т. Шевченка. До творчості Шевченка увагу Земплені привернув Г. Стрипський, за підрядниками якого він і здійснював переклади. В журналі «Ukránia» («Україна», 1916, № 11 — 12, 19 — 20) надрукував у своєму перекладі поему Шевченка «Кавказ» і поезію «Чого ти ходиш на могилу?». В його ж перекладі в журналі «Budapesti Szemle» («Будапештський огляд», 1917, т. 469) опубліковано вірші «Садок вишневий коло хати», «Минають дні, минають ночі», «І небо невмите, і заспані хвилі» та «N. N.» («Сонце заходить, гори чорніють»), а пізніше їх передруковано в «Кобзарі» (Будапешт, 1961). Переклади Земплені відзначаються точністтю відтворення ідейного змісту оригінальних творів. В журналі «Budapesti Szemle» (1917, т. 169) надрукував статтю «Із поезій Тараса Шевченка», яка всебічно характеризувала постать поета. 